# تیمور لکستانی
تیمور لکستانی در سال ۱۲۹۴ در سلماس به دنیا آمد. پدرش مسعود دیوان بود که در سال ۱۲۹۷ شمسی در اثر حمله افراد سیمیتقو کشته شد. وی پس از اخذ دیپلم از دبیرستان فردوسی تبریز در سال ۱۳۱۳ به دانشکده فنی دانشگاه تهران راه یافت و در زمره ۱۰ نفر اول پذیرفته و با اخذ رتبه ممتاز فارغ‌التحصیل شد.
لکستانی که از شاگردان دانشمند فقید بیطرقان بود، جزء نخستین گروه مهندسان برق دانش‌آموخته دانشگاه تهران به شمار می‌رفت که پس از فراغت از تحصیل به صنعت برق کشور ملحق شد.
وی را به خاطر خدمات متعهدانه‌اش به صنعت برق کشور و نقش تأثیرگذار در توسعه شبکه برق تهران، «پدر برق ایران» لقب داده‌اند.
در زمان ورود لکستانی به صنعت برق، کارخانه برق تهران در اختیار مهندسان چک بود و از آن جا که آنها تمایلی برای انتقال دانش و تخصص برق به ایرانی‌ها نداشتند، لکستانی و همکارانش خود را متعهد به کسب این تجارب و تخصص کرده و با مطالعه پنهانی نقشه‌های مهندسان چک، امور حساس در اداره شبکه برق تهران را فرا گرفتند تا این که سرانجام همین تعهد و تلاش سبب شد تا چکی‌ها مجبور به ترک کارخانه برق شده و اداره کارخانه برق تهران بر عهده مهندسین داخلی قرار گیرد.
وی همچنین پس از انتصاب به ریاست شبکه برق تهران در سال ۱۳۲۶، در توسعه این شبکه نقش بسیار تأثیرگذاری داشت و تا سال ۱۳۴۵ با سمت‌های مختلف در زمینه تأمین روشنایی معابر و توسعه شبکه توزیع در تهران و شهرهای دیگر به میهن خدمت کرد.
لکستانی که از پایه‌گذاران دانشگاه صنعتی شریف بود در سال‌های ۱۳۴۵ تا ۱۳۵۹ عضو هیئت امناء و معاون فنی این دانشگاه بود.
در سال ۱۳۸۶ کانون مهندسین فارغ‌التحصیل دانشکده فنی دانشگاه تهران وی را به عنوان مهندس برجسته معرفی نمود.
وی همچنین پیشکسوت برگزیده در پنجمین جشنواره بانیان علم و صنعت برق ایران می‌باشد.

## درگذشت
وی که بر اثر سکته مغزی در بیمارستان ایرانمهر تهران بستری شده بود، سرانجام روز دوشنبه، دوم آبان ماه ۱۳۹۰ در سن ۹۶ سالگی، دار فانی را وداع گفت.

## آثار
- رساله‌ای مربوط به تدوین توزیع نیروی برق
- آئین‌نامه‌ای مربوط به «حفاظت از خطرات ناشی از برق».